# Brachypteryx
A Brachypteryx a madarak osztályának verébalakúak (Passeriformes) rendjébe és a légykapófélék (Muscicapidae) családjába tartozó nem.

## Rendszerezésük
A nemet Thomas Horsfield írta le 1821-ben, az alábbi fajok tartoznak ide:
- rozsdás rövidszárnyúrigó (Brachypteryx hyperythra)
- törpe-rövidszárnyúrigó (Brachypteryx leucophris)
- hegyi rövidszárnyúrigó (Brachypteryx montana)
- himalájai rövidszárnyúrigó  (Brachypteryx cruralis[1] vagy Brachypteryx montana cruralis)[2]
- kínai rövidszárnyúrigó (Brachypteryx sinensis[1] vagy Brachypteryx montana sinensis)[2]
- tajvani rövidszárnyúrigó (Brachypteryx goodfellowi[1] vagy Brachypteryx montana goodfellowi)[2]
- szumátrai rövidszárnyúrigó (Brachypteryx saturata[1] vagy Brachypteryx montana saturata)[2]
- floresi rövidszárnyúrigó (Brachypteryx floris[1] vagy Brachypteryx montana floris)[2]
- borneói rövidszárnyúrigó (Brachypteryx erythrogyna[1] vagy Brachypteryx montana erythrogyna)[2]
- luzoni rövidszárnyúrigó (Brachypteryx poliogyna[1] vagy Brachypteryx montana poliogyna)[2]
- mindanaói rövidszárnyúrigó (Brachypteryx mindanensis[1] vagy Brachypteryx montana mindanensis)[2]